# Johann Friedrich Kayser

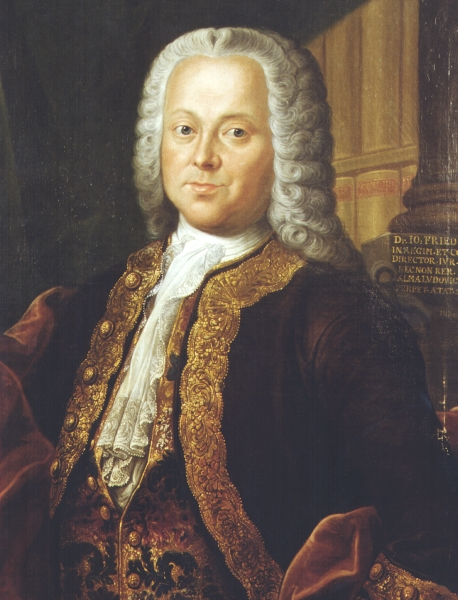
Johann Friedrich Kayser in der Gießener Professorengalerie

Johann Friedrich Kayser (auch Fuerstenerius Caesarinus; * 11. April 1685 in Gießen; † 5. Dezember 1751 ebenda) war ein deutscher Rechtswissenschaftler und Hochschullehrer.

## Leben
Kayser war Sohn eines Registrators. Er besuchte das Pädagogium Gießen, ab 1701 für die philosophischen Kurse die Universität Gießen. Später wechselte er dort zum Studium der Rechtswissenschaft. Das setzte er ab 1709 an der Universität Halle fort. In Halle studierte er insbesondere bei Christian Thomasius, Johann Peter von Ludewig, Justus Henning Böhmer, Nikolaus Hieronymus Gundling und Johann Samuel Stryk. Mit der Dissertation De Ivre Principis Evangelici Circa Divortia wurde er 1715 unter Böhmer in Halle zum Lic. iur. promoviert. Anschließend begleitete er als Hofmeister Söhne der Familie von Bodeck auf deren Grand Tour durch West- und Mitteleuropa.
Kayser erhielt zum 29. Juli 1718 durch Landgraf Ernst Ludwig von Hessen-Darmstadt einen Ruf als außerordentlicher Professor der Rechte an der Universität in Gießen, wurde 1720 Inspektor der Vermögensverwaltung der Universität, 1723 Beisitzer der Juristischen Fakultät und am 23. Juli desselben Jahres ordentlicher Professor der Rechte, insbesondere des kanonischen Rechts und der Praxis. 1726 wurde er außerdem zum Universitätssyndikus ernannt. Dieses Amt legte er, mittlerweile mit dem Titel eines fürstlichen Rats ausgezeichnet, bereits 1729/1730 wieder nieder und wurde zugleich Erster ordentlicher Professor der Juristischen Fakultät.
Kayser wurde 1742 unter Landgraf Ludwig VIII. von Hessen-Darmstadt zugleich zum Kanzleidirektor des Konsistoriums und der zivilen Regierung der Landgrafschaft Hessen-Darmstadt ernannt.
Kayser starb unverheiratet in Folge eines Geschwürs.

## Werke (Auswahl)
- Abgenöthigter Gegen-Beweis, daß die Ehescheidungen in dem natürlichen und geoffenbarten Recht nicht gäntzlich verbotten, sondern aus vielen Ursachen erlaubet sein, Kiel 1717.
- De Ivre Principis Evangelici Circa Divortia, 2. Auflage, Gruner, Halle 1720.
- Fundamenta doctrinae de divortiis, Grunert, Halle 1737.
- De autonomia Iudaeorum: commentatio academica, Muller, Gießen 1739.
- Von des Kayserlichen Cammer-Gerichts Jurisdiction, Regensburg 1748.